# Legio I Illyricorum

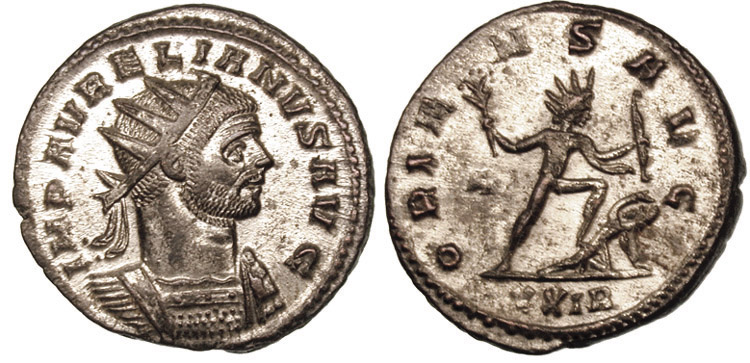
Antoniniano di Aureliano celebrante la sua vittoria sul Regno di Palmira.

La Legio I Illyricorum ("degli Illirici") fu una legione romana costituita probabilmente da Aureliano intorno al 273.
Il nome della legione suggerisce una origine occidentale dei soldati, mentre la legione fu fatta stazionare in oriente, a Palmira. Aureliano aveva combattuto una guerra contro il Regno di Palmira, costituitosi con la secessione delle province orientali dell'Impero romano dopo la cattura di Valeriano nel 260. Dopo la vittoria aveva dovuto fare fronte al nascere di focolai di rivolta che si richiamavano alla dinastia palmirena. È quindi probabile che Aureliano abbia formato la I Illyricorum con soldati giunti con lui in oriente dal Danubio, allo scopo di lasciare a guardia della città in cui aveva avuto origine la ribellione una unità fidata, che non avesse avuto alcun legame con le province separatiste.
Durante il regno di Licinio, una vessillazione mista della I Illyricorum e della III Gallica è attestata a Copto (Egitto) nel 315/316 e poi a di nuovo a Siene o Tebe nel 323.
La Notitia dignitatum dà la I Illyricorum ancora a Palmira all'inizio del V secolo, sotto il dux Foenicis.